# Рорі Калкін
Рорі Г'ю Калкін (англ. Rory Hugh Culkin) — американський актор.
Народився 21 липня 1989 року, в Нью-Йорку. Наймолодший із семи дітей у сім'ї.
Спочатку знімався зі своїми братами в одних фільмах, граючи ті ж ролі, але тільки персонажа в більш юному віці. П'ятеро з його братів і сестер починали свою кар'єру ще в ранньому віці в кіно, але стали відомими тільки Маколей і Кіран.
Рорі любить малювати. Грає на барабані.

## Фільмографія
- Закон і порядок: Спеціальний корпус (телесеріал, 1999—2008)
- Можеш розраховувати на мене (2000)
- Мертвий сезон (2001)
- Ігбі йде на дно (2002)
- Знаки (2002)
- Сутінкова зона (телесеріал, 2002—2003)
- Передати у спадок (2003)
- Жорстокий струмок (2004)
- Чамскраббер (2004)
- Це трапилося в долині (2005)
- Зодіак (2005)
- Нічний слухач (2006)
- Розкішне життя (2008)
- Дванадцять (2010)
- Крик 4 (2011)
- Провінціалка (2011)
- Вже не діти (2012)
- Непрохані гості (2015)
- Вейко (телесеріал) (2018)
- Касл-Рок (телесеріал) (2018)
- Володарі хаосу (2018)
- Голстон (мінісеріал) (2021)
- Під прапором небес (мінісеріал) (2022)